# ヤクブ・フロマダ
ヤクブ・フロマダ（Jakub Hromada、1995年5月22日 - ）は、スロバキア・コシツェ出身のサッカー選手。SKスラヴィア・プラハ所属。ポジションはミッドフィールダー。

## クラブ経歴
2015年8月12日、UCサンプドリアから2シーズンの契約でFKセニツァへと貸し出された。3日後、フォルトゥナ・リーガのŠKスロヴァン・ブラチスラヴァ戦にて移籍後初出場とプロデビューを果たした。
2016年6月23日、1シーズンでセニツァへのレンタルを打ち切った後、このシーズンはチェコのFCヴィクトリア・プルゼニにレンタル移籍をした。
2017年6月20日、SKスラヴィア・プラハに完全移籍をした。

## 代表経歴
2021年3月30日、2022 FIFAワールドカップ・ヨーロッパ予選のロシア戦に出場してスロバキア代表デビューを飾った。